# Sanrio Puroland
 (mai 2025).
Si vous disposez d'ouvrages ou d'articles de référence ou si vous connaissez des sites web de qualité traitant du thème abordé ici, merci de compléter l'article en donnant les références utiles à sa vérifiabilité et en les liant à la section « Notes et références ».
Sanrio Puroland (サンリオピューロランド, Sanrio Pyūrorando) est un parc à thème couvert, situé à Tama New Town, à Tōkyō, au Japon.
Ouvert le 7 décembre 1990, le parc est dirigé par la compagnie Sanrio et comporte plusieurs spectacles, restaurants, attractions et manèges sur le thème des personnages populaires de la firme tels que Hello Kitty.

## Histoire
Sanrio Puroland fut une « tentative audacieuse » de concurrencer la Walt Disney Company et ses parcs à thème. Durant sa phase de conception, Sanrio Puroland fut connu sous plusieurs noms, notamment Sanrio Communication World, ainsi que Sanrio Heart Park et Sanrio Piero Land Le thème d’origine devait être « la communication », à l’inverse des œuvres habituelles de Sanrio centrées sur ses personnages.
En 1985, Sanrio lança un projet intitulé « Sanrio Science Culture Communication Center » (SSCCC) avec pour objectif de créer un parc à thème devant ouvrir en 1990, pour le 30e anniversaire de la société. Afin de développer ses connaissances dans l’exploitation de parcs à thème, la gestion et le design d’intérieur, Sanrio engagea la société Landmark Entertainment Group pour concevoir deux installations : la Ginza Sanrio Gift Gate (un magasin concept situé à l’emplacement actuel du magasin phare de Tiffany & Co. à Ginza) et Sanrio Phantasien (un mini-parc intérieur installé dans ce qui est aujourd’hui le centre commercial LaLaport TOKYO-BAY). La phase de conception initiale débuta en 1987, et les travaux commencèrent le 16 novembre 1988. Environ 2 500 travailleurs mirent près de deux ans pour achever les travaux, pour un coût estimé à 60 à 70 millions de yens.

### Premières années
Sanrio Puroland ouvrit ses portes le 7 décembre 1990, mais connut des pertes financières durant ses premières années en raison, notamment, des répercussions de l’éclatement de la bulle spéculative japonaise et de plaintes de riverains.

### Fermetures notables
Sanrio Puroland fut temporairement fermé du 22 février au 20 juillet 2020, lors des premières phases de la pandémie de Covid-19.

### Attractions

#### Manèges
Sanrio Puroland propose deux dark rides. Le Sanrio Characters Boat Ride, qui raconte l’histoire de divers personnages Sanrio préparant une fête organisée par Hello Kitty, était l’unique attraction du parc jusqu’à l’ouverture de SANRIOTOWN en 2013, et avec elle l’introduction de Mymeroad Drive, où les visiteurs effectuent un tour du pays de Mariland (la terre natale de My Melody) à bord d’une voiture de location conçue par Kuromi, la rivale de My Melody. Les deux attractions proposent des photographies souvenir vendues séparément.

#### Attractions de visite libre
Sanrio Puroland dispose de deux attractions à parcourir à pied, toutes deux situées au SANRIOTOWN (deuxième étage), comme suit :
- Lady Kitty House – Les visiteurs explorent une résidence de style royal décorée de plusieurs objets à l’effigie de Hello Kitty (certaines parties sont conçues par la graphiste et directrice artistique japonaise Yuni Yoshida). À la fin, les visiteurs peuvent se faire photographier avec Hello Kitty (tirage photo vendu séparément)[6].
- Kiki & Lala Twinklingtour – Les visiteurs explorent une réplique du lieu de naissance de Kiki et Lala (les Little Twin Stars)[7].

#### Autres attractions
Les visiteurs peuvent faire sonner la Cloche du Bonheur de Hello Kitty, située à l’intérieur de l’Arbre de la Sagesse.
D’autres attractions à l’intérieur de Sanrio Puroland incluent cinq ateliers alimentaires (sucre d’orge, jus, chocolat, pain et glace) et un espace de jeux avec manèges pour enfants, cabines purikura et UFO catchers.

### Spectacles vivants

#### Parades principales
Les parades principales de Sanrio Puroland ont lieu autour de l’Arbre de la Sagesse dans Puro Village (premier étage). La parade actuelle est Miracle Gift Parade, qui a débuté fin 2015 pour commémorer le 25ᵉ anniversaire de Sanrio Puroland. Les anciennes parades et les parades saisonnières sont les suivantes :
Parades passées
- Sanrio Starlight Parade (1990 à 1997)
- Sanrio All-Star Parade "Cosmic Fantasy" (19 juillet 1997 – 19 juin 2001)
- Illuminant (22 juin 2001 – 12 juin 2007)
- Sanrio Heartful Parade "Believe with Hello Kitty" (15 juin 2007 – 31 octobre 2013)
- Hello Kitty 40th Anniversary Parade "ARIGATO EVERYONE!" (1er novembre 2013 – 13 janvier 2015)
- My Melody and Little Twin Stars 40th Anniversary Parade "OMOIYARI TO YOU" (16 janvier 2015 – 29 novembre 2015)

Parades saisonnières
- Spectacle musical "The Puro Christmas" (2018)
- Puro Summer Fest LIVE!!!! (2019)

#### Spectacles scéniques
Sanrio Puroland propose divers spectacles sur scène (réguliers et saisonniers) dans plusieurs espaces. Voici une sélection de spectacles passés et en cours :
Märchen Theater
- KAWAII KABUKI (depuis le 10 mars 2018) – Une comédie musicale kabuki mignonne basée sur le conte folklorique japonais Momotarō. Créée en collaboration avec la maison Shochiku.
- Hello Kitty in Wonderland (20 avril 2013 – 31 janvier 2018) – Une adaptation musicale d’Alice au pays des merveilles signée Koike Shuichiro pour les 40 ans d’Hello Kitty. Comprend une revue musicale finale produite par Takarazuka.
- Hello Kitty and the Wizard of Oz (13 avril 2009 – 4 avril 2013) – Adaptation musicale du Magicien d’Oz, créée pour le 35ᵉ anniversaire d’Hello Kitty. Revue musicale finale produite par Takarazuka.
- Hello Kitty’s Nutcracker (6 juin 2006 – 5 avril 2009) – Basé sur Casse‑Noisette, avec revue musicale finale produite par Takarazuka.
- Hello Kitty’s Journey Through Fairyland (23 avril 2004 – 31 mai 2006)
- Hello Kitty Dream Revue 2 (26 mars 2002 – 4 avril 2004)
- Hello Kitty Dream Revue 1 (10 mars 2000 – 17 mars 2002)
- Sanrio Characters on Broadway!! (10 avril 1991 – 30 janvier 1992)

Fairyland Theater
- Beyond Words (depuis le 13 décembre 2024)
- Wish me mell's Chance for you (novembre 2020 – 14 octobre 2024, alterné avec MEMORY BOYS jusqu’en octobre 2023)
- MEMORY BOYS: The Shop Selling Memories (30 juin 2018 – 16 octobre 2023)
- Little Hero (27 juin 2015 – 26 mai 2018)
- My Melody and the Legend of Star and Flower (25 juin 2011 – 24 mai 2015)
- Someday saga (20 juin 2003 – 8 mai 2011)
- Marron Cream’s Love Fantasia (février 1999 – 18 mai 2003)
- Monkichi’s Magical Mystery (juillet 1996 – février 1999)
- Pocchaco and Pekkle’s Adventure (février 1992 – juillet 1996)

#### Autres spectacles
Sanrio Puroland organise également un feu d’artifice quotidien (en été) et divers spectacles d’illuminations.

### Boutiques
- Entrance Shop – La plus grande boutique du parc, située au troisième étage. On y trouve des produits originaux de Puroland[11]. À l’ouverture, le magasin s’appelait « Souvenir Festival Plaza ». Il comportait un château et une tente de cirque, et un pont-levis mobile y était installé. La caisse était installée dans une gaine rappelant un wagon de train « Register Train », recréant un aspect divertissant au shopping.
- Lady Kitty House Shop – Boutique dédiée aux articles Kitty, située au deuxième étage de Sanrio Town. On y trouve également des produits originaux Lady Kitty House[12].
- My Melody Shop – Située juste au-dessus de l’entrée de Rainbow Hall (quatrième étage)[13], l’ancienne boutique vivitix (fermée le 5 novembre 2013, anciennement Strawberry Lounge) a été rénovée. C’est une boutique centrée sur les articles My Melody, certains étant exclusifs à Puroland[13]. Attenante à cette boutique, une salle décorée intégralement avec des articles My Melody a été transformée en spot photo baptisé « My Melody Garden » en 2020.
- Gudetama Shop – Boutique dédiée à Gudetama, située au troisième étage de Rainbow Hall[14].
- Village Shop – Boutique proposant principalement papeterie, peluches, etc. pour enfants, située au premier étage de Puro Village[15].
- Comptoir duty‑free – Comptoir hors taxes vendant bonbons, peluches, appareils photo, etc., au quatrième étage de Rainbow Hall. Les services duty‑free ont été supprimés à partir du 17 novembre 2023[16].
- **Boat Ride Photo Corner** – Boutique située au deuxième étage de Puro Village vendant des photos souvenirs, serre‑têtes, etc. pendant la Sanrio Character Boat Ride[16].

### Restaurants
- Restaurant Yakata – Restaurant buffet au quatrième étage de Rainbow Hall. Les visiteurs peuvent rencontrer et prendre des photos ou vidéos avec 6 personnages différents aléatoirement : Hello Kitty, Dear Daniel, Cinnamoroll, My Melody, Pompompurin et Wish me mell[17]. Durée limitée à 70 minutes. Un système d’accueil informatisé permet de recevoir un ticket numéroté et via QR code consulter son numéro d’appel depuis un appareil mobile. Les visiteurs peuvent se déplacer librement dans le parc en attendant leur tour[17]. L’activité a été suspendue après sa fermeture temporaire en février 2020[16]. En juillet 2020, le buffet a été remis en service. Le 10 août de la même année, le format buffet a été suspendu et le restaurant a rouvert avec un menu « one‑plate ». Depuis 2022, les salutations à table sont suspendues, les personnages apparaissant sur scène dans le restaurant[16].
- Sanrio Rainbow World Restaurant *(sponsorisé par Coca‑Cola East Japan)* – Situé au quatrième étage de Rainbow Hall[18], ce « Food Machine Restaurant » a été rénové et rouvert comme un restaurant de style food court arc‑en‑ciel le 23 décembre 2016. L’intérieur est décoré aux couleurs du rainbow et des messages associés à sept personnages Sanrio (Hello Kitty, My Melody, Little Twin Stars, Pompompurin, Keroppi, Gudetama et Cinnamoroll). Le menu propose des desserts aux motifs des personnages ainsi que des plats classiques des food courts. Un menu limité supervisé par Koji Matoba a également été proposé lors de la réouverture. Capacité : 350 personnes.
- Character Food Court (sponsorisé par Coca‑Cola East Japan) – Un food court / restaurant de style fast‑food situé au premier étage de Sanrio Town[19], proposant des plats principalement destinés aux jeunes femmes et enfants, comme des currys japonais et des douceurs en forme de personnages tels que Hello Kitty, My Melody, etc., évoquant le charaben et l’art culinaire sur Instagram. Des événements comme « Character Curry General Election » sont régulièrement organisés. Capacité : 524 personnes.

En complément :
- Dream Cafe (anciennement Tea Time Terrace, capacité : 65 places), situé au quatrième étage de Rainbow Hall[20]. Pour une période limitée, le café est ouvert comme « My Melody Dream Cafe », « Cinnamoroll Dream Cafe », etc. (sponsorisé par Nissei), offrant des douceurs originales aux designs de personnages.
- Sweet Parlor – Situé au premier étage de Puro Village, propose des boissons, glaces décorées de personnages, etc.[16]